# Leo S. Olschki (maison d'édition)
Les éditions Leo S. Olschki sont une maison d'édition italienne qui compte, en Italie, parmi les plus importants éditeurs d'essais critiques dans le domaine des lettres.

## Historique
Les éditions Olschki furent fondées à Vérone en 1886 par l'éditeur et libraire de livres anciens du même nom, Leo S. Olschki, provenant de la province de Prusse-Orientale. Elles furent ensuite transférées à Venise, puis à Florence.
Gabriele D'Annunzio définit la marque typographique des éditions Olschki comme étant un cuore crociato e diviso (un cœur marqué d'une division et d'une croix).
Elles publient, entre autres, les revues Studi musicali et Archivio storico italiano, cette dernière, fondée en 1841, est la plus ancienne revue italienne encore en activité.